# Nordmænd
Nordmænd er personer fra Norge.

## Folkeslag
Som etnisk betegnelse er nordmændene det skandinaviske og germanske folkeslag, som udgør flertallet af befolkningen i Norge. Af de ca. 9,5 millioner mennesker af etnisk norsk oprindelse[kilde mangler] lever 4,5 millioner i Norge. De fleste etniske nordmænd taler norsk, som stammer fra norrønt, men især i byerne er påvirket af dansk. Skriftsproget findes i to varianter: nynorsk, som bygger på dialekterne, og bokmål, som bygger på den dansk-norske tradition.
Germanerne slog sig ned i Skandinavien allerede før Kristi fødsel. Norske vikinger befolkede Færøerne og Island i 800-tallet. I slutningen af det 1. årtusind opstod kongeriget Norge fra flere småkongeriger.
Nordmænd er nært beslægtede med danskere, svenskere og andre germanske nabofolk.

## Norsk borger
Ordet nordmand bruges også om en norsk indbygger eller person med norsk indfødsret. En diskussion om dette fandt sted i 2006. Norsk Språkråd vurderede at «nordmann» i utgangspunktet betyr 'person av etnisk norsk opprinnelse ... Vi tror at det ikke er noe behov for å erstatte "etniske nordmenn" med en annen betegnelse. Betegnelsen "etniske nordmenn" har oppstått på grunn av den store innvandringen i de siste tiårene. Før den kom, brukte en bare betegnelsen "nordmenn", og den betyr det samme som det som noen nå kaller "etniske nordmenn".» Nogle politikere gik ind i diskussionen. Udenrigsminister Jonas Gahr Støre argumenterede politisk for at "en nordmann er en norsk statsborger", og Erna Solberg mente: "Det var ikke lenger så viktig å definere en etnisk nordmann."